# Liste der Kulturgüter von nationaler Bedeutung im Kanton Uri
Diese Liste enthält alle national bedeutenden Kulturgüter (A-Objekte, geregelt in KGSV) im Kanton Uri, die in der Ausgabe 2009 (Stand: 1. Januar 2018) des Schweizerischen Inventars der Kulturgüter von nationaler und regionaler Bedeutung vermerkt sind. Sie ist nach politischen Gemeinden sortiert; enthalten sind 41 Einzelbauten, drei Sammlungen und zwei archäologische Fundstellen.

## Abkürzungen
- A: Archäologie
- Arch: Archiv
- B: Bibliothek
- E: Einzelobjekt
- M: Museum
- O: Mehrteiliges Objekt

## Inventar nach Gemeinde

### Altdorf
| KGS-Nr. | Foto | Objektbezeichnung                  | Typ  | Adresse             | Koordinaten     |
| ------- | ---- | ---------------------------------- | ---- | ------------------- | --------------- |
| 05772   |      | Beinhauskapelle St. Anna           | E    | Kirchplatz 2        | 691734 / 193138 |
| 05775   |      | Fremdenspital mit Kapelle          | E    | Gemeindehausplatz 2 | 691677 / 193133 |
| 05776   |      | Haus Jauch (Suworow-Haus)          | E    | Hellgasse 9         | 692062 / 192876 |
| 05778   |      | Katholische Kirche St. Martin      | E    | Kirchplatz          | 691730 / 193167 |
| 05783   |      | Telldenkmal und Türmli             | E    | Rathausplatz        | 691872 / 192998 |
| 05786   |      | Eidgenössisches Getreidesilo       | E    | Eyschachen          | 691037 / 191691 |
| 05789   |      | Haus im Eselmätteli                | E    | Herrengasse 1       | 691576 / 193093 |
| 08579   |      | Historisches Museum Uri (Sammlung) | M    | Gotthardstrasse 18  | 691955 / 192563 |
| 08582   |      | Dätwyler-Stiftung                  | M    | Gotthardstrasse 31  | 692097 / 192565 |
| 08791   |      | Staatsarchiv Uri                   | Arch | Bahnhofstrasse 13   | 691671 / 192894 |
| 09057   |      | Eidgenössisches Sackmagazin        | E    | Eyschachen          | 691010 / 191774 |

### Andermatt
| KGS-Nr. | Foto | Objektbezeichnung           | Typ | Adresse             | Koordinaten     |
| ------- | ---- | --------------------------- | --- | ------------------- | --------------- |
| 05804   |      | Alte und neue Teufelsbrücke | O   | Schöllenen          | 688165 / 166884 |
| 05807   |      | General-Suworow-Denkmal     | E   | Schöllenen          | 688301 / 166875 |
| 09748   |      | Wohnhaus (Talmuseum)        | E   | Gotthardstrasse 113 | 688564 / 165262 |

### Attinghausen
| KGS-Nr. | Foto | Objektbezeichnung      | Typ | Adresse             | Koordinaten     |
| ------- | ---- | ---------------------- | --- | ------------------- | --------------- |
| 05813   |      | Burgruine Attinghausen | E   | Schulhausweg        | 690824 / 190805 |
| 05814   |      | Haus Schweinsberg      | E   | Schweinsberggasse 6 | 690551 / 191024 |

### Bürglen
| KGS-Nr. | Foto | Objektbezeichnung                                                         | Typ | Adresse            | Koordinaten     |
| ------- | ---- | ------------------------------------------------------------------------- | --- | ------------------ | --------------- |
| 05821   |      | Haus in der Spielmatt («Planzerhaus»)                                     | E   | Klausenstrasse 144 | 693397 / 192318 |
| 05822   |      | Katholische Pfarrkirche St. Peter und Paul mit Beinhaus und Ölbergkapelle | O   | Kirchplatz         | 693293 / 192282 |

### Erstfeld
| KGS-Nr. | Foto | Objektbezeichnung          | Typ | Adresse      | Koordinaten     |
| ------- | ---- | -------------------------- | --- | ------------ | --------------- |
| 05830   |      | Wallfahrtskapelle Jagdmatt | E   | Kapellweg    | 692267 / 185868 |
| 10309   |      | Stallscheune Hinterwiler   | E   | Wilerstrasse | 693213 / 184019 |
| 10310   |      | Wohnhaus                   | E   | Talweg 14    | 691929 / 186109 |

### Flüelen
| KGS-Nr. | Foto | Objektbezeichnung   | Typ | Adresse          | Koordinaten     |
| ------- | ---- | ------------------- | --- | ---------------- | --------------- |
| 05834   |      | Ziegelhütte         | E   | Seemattstrasse 4 | 690221 / 195148 |
| 09063   |      | Stationsgebäude SBB | E   | Bahnhofstrasse 1 | 690335 / 195186 |

### Hospental
| KGS-Nr. | Foto | Objektbezeichnung            | Typ | Adresse   | Koordinaten     |
| ------- | ---- | ---------------------------- | --- | --------- | --------------- |
| 05844   |      | Langobardenturm              | E   | Turmmatte | 686410 / 163669 |
| 10245   |      | Galgen                       | E   |           | 687120 / 164164 |
| 10246   |      | Ökonomiegebäude/Stallscheune | E   | Steg      | 687185 / 164359 |

### Isenthal
| KGS-Nr. | Foto | Objektbezeichnung | Typ | Adresse | Koordinaten     |
| ------- | ---- | ----------------- | --- | ------- | --------------- |
| 10247   |      | Wohnhaus          | E   | Ringli  | 686160 / 196158 |

### Schattdorf
| KGS-Nr. | Foto | Objektbezeichnung | Typ | Adresse    | Koordinaten     |
| ------- | ---- | ----------------- | --- | ---------- | --------------- |
| 10248   |      | Tanzhaus          | E   | Kirchgasse | 692790 / 191074 |

### Seedorf
| KGS-Nr. | Foto | Objektbezeichnung                    | Typ | Adresse       | Koordinaten     |
| ------- | ---- | ------------------------------------ | --- | ------------- | --------------- |
| 05856   |      | Benediktinerinnenkloster St. Lazarus | E   | Klosterweg 4  | 689533 / 193029 |
| 05858   |      | Schlösschen A Pro                    | O   | A Pro-Strasse | 688998 / 193489 |

### Seelisberg
| KGS-Nr. | Foto | Objektbezeichnung            | Typ | Adresse         | Koordinaten     |
| ------- | ---- | ---------------------------- | --- | --------------- | --------------- |
| 05859   |      | Wirtshaus zur Treib          | E   | Treib           | 687291 / 204652 |
| 05860   |      | Rütlihaus auf der Rütliwiese | O   | Rütli           | 687801 / 202575 |
| 09746   |      | Schillerstein                | E   |                 | 688106 / 204189 |
| 10249   |      | Wohnhaus                     | E   | Ziegelmätteli 2 | 686361 / 203887 |

### Silenen
| KGS-Nr. | Foto | Objektbezeichnung                                         | Typ | Adresse             | Koordinaten     |
| ------- | ---- | --------------------------------------------------------- | --- | ------------------- | --------------- |
| 05867   |      | Zwing-Uri (prähistorische/mittelalterliche Siedlung/Burg) | A   | Gotthardstrasse     | 694080 / 181087 |
| 05868   |      | Kraftwerk SBB                                             | O   | Gotthardstrasse 115 | 694123 / 180344 |
| 05869   |      | Eisenschmelzofen                                          | E   | Bristen             | 697352 / 180286 |
| 10250   |      | Bauernhaus                                                | E   | Kirchstrasse 49     | 694235 / 183087 |
| 10312   |      | Ehemalige Sust mit Gasthof                                | E   | Dörfli 15           | 694231 / 181581 |
| 10313   |      | Wohnhaus Burghofstatt                                     | E   | Dörfli 1            | 694183 / 181669 |
| 10449   |      | Meierturm                                                 | E   | Sustenweg           | 694206 / 181628 |

### Sisikon
| KGS-Nr. | Foto | Objektbezeichnung                | Typ | Adresse | Koordinaten     |
| ------- | ---- | -------------------------------- | --- | ------- | --------------- |
| 05873   |      | Tellskapelle bei der Tellsplatte | E   |         | 689340 / 198616 |

### Spiringen
| KGS-Nr. | Foto | Objektbezeichnung | Typ | Adresse  | Koordinaten     |
| ------- | ---- | ----------------- | --- | -------- | --------------- |
| 10314   |      | Wohnhaus          | E   | Oberdorf | 699014 / 192005 |

### Unterschächen
| KGS-Nr. | Foto | Objektbezeichnung | Typ | Adresse | Koordinaten     |
| ------- | ---- | ----------------- | --- | ------- | --------------- |
| 05878   |      | Sägerei           | E   | Bielen  | 701609 / 190561 |

### Wassen
| KGS-Nr. | Foto | Objektbezeichnung                  | Typ | Adresse    | Koordinaten     |
| ------- | ---- | ---------------------------------- | --- | ---------- | --------------- |
| 05883   |      | Katholische Pfarrkirche St. Gallus | E   | Kirchgasse | 688890 / 173529 |